# پرسی اندروز
پرسی اندروز (انگلیسی: Percy Andrews؛ ۱۲ ژوئن ۱۹۲۲ – ۲۸ فوریهٔ ۱۹۸۵) بازیکن فوتبال اهل بریتانیا بود.
از باشگاه‌هایی که در آن بازی کرده‌است می‌توان به باشگاه فوتبال پورتسموث و باشگاه فوتبال یورک سیتی اشاره کرد.